# Maharishi
Maharishi, em sânscrito, maha (grande) + rishi (vidente)
No hinduísmo, maharishi é qualquer um dos sete grandes videntes mitológicos dos textos védicos, identificados com as sete estrelas da Ursa Maior.